# Hank Mizell
William McDonald "Hank" Mizell (Daytona Beach, 9 november 1923 – Murfreesboro, 23 december 1992) was een Amerikaans zanger en songwriter. Hij is vooral bekend om zijn single Jungle Rock (1958).
Tijdens de Tweede Wereldoorlog diende hij bij de US Navy. Na zijn diensttijd begon Hank Mizell met zijn muzikale loopbaan. In de jaren 50 zat hij in een professionele band met onder andere gitarist Jim Bobo. Zijn bijnaam kreeg Mizell bij een optreden met een akoestische gitaar bij een lokale radiozender, waar Mizell door de dj Hank werd genoemd met een verwijzing naar de countryzanger Hank Williams. In 1958 nam Mizell de single Jungle Rock op, maar het werd geen succes, ondanks een positieve recensie op Billboard. Een tweede poging in 1959 en andere latere opgenomen singles werden ook geen succes. In 1962 gingen Mizell en Bobo uit elkaar en verliet Mizell de muziekbusiness. Mizell werd daarop predikant voor de Church of Christ. 
In 1971 werd het nummer Jungle Rock opgenomen in een Nederlands verzamelalbum, Rock n' Roll Vol 1. Een Engelse dj, Roy Williams, ontdekte het liedje en liet dit regelmatig horen tijdens zijn optredens. Het liedje werd daardoor zo populair dat het in maart 1976 de UK Singles Chart bestormde, waar het de derde plaats bereikte. Als gevolg hiervan bestormde Mizell in 1976 de Nederlandse Top 40 en bereikte hij op 26 juni de eerste plaats. Dit duurde een week.
Mizell was getrouwd en had vier kinderen.

## Discografie

### Albums
- We're Gonna Bop Tonight (1981)

### Singles
| Single met eventuele hitnotering(en) in de Nederlandse Top 40 | Datum van verschijnen | Datum van binnenkomst | Hoogste positie | Aantal weken | Opmerkingen |
| ------------------------------------------------------------- | --------------------- | --------------------- | --------------- | ------------ | ----------- |
| Jungle Rock                                                   | 1958                  | 29-05-1976            | 1               | 9            |             |

- Biblioteca Nacional de España: XX1034398
- Gemeinsame Normdatei: 134604016
- International Standard Name Identifier: 0000 0000 8356 9358
- Library of Congress Control Number: n92118466
- MusicBrainz: 1ac39bf1-918c-46a5-bc62-e35adba5d558
- Virtual International Authority File: 11508913
- WorldCat: E39PBJm4QCqtj3WPHyqpQ38jYP